# 陳玄礼
陳 玄礼（ちん げんれい、生没年不詳）は、唐代玄宗朝の武将。玄宗の即位以前から従い、楊国忠を殺し、玄宗に楊貴妃の死を迫った。

## 経歴
中宗の時、左右羽林の『万騎』の果毅（営長）となっており、韋后一族の横暴を、万騎と親交を結んでいた李隆基（後の玄宗）に訴え、韋后討伐に加わり手柄を立てた。純朴で謙虚な性格だったという。
天宝年間に、玄宗が虢国夫人の屋敷を訪ねようとした時、「まだ臣下に勅命を告げていないのに、天子が軽々と出るものではありません」と諫めて引き返させた話や、玄宗が華清宮に在したおり夜遊びしようとした時に、「宮廷の外は荒野で警護が万全にできません。夜遊びは宮中で行ってください」と言ってあきらめさせた話が残っている。
天宝14載（755年）に安史の乱の勃発後、左龍武大将軍であった陳玄礼は長安で楊国忠を殺そうとしたが、果たせなかったという。
至徳元載（756年）、玄宗の長安出奔に同行し、馬嵬で李輔国を介して太子李亨に楊国忠の誅殺を迫った。しかし許可がおりず、兵士たちと楊国忠を殺した。さらに、軍隊が動かないことを理由に、玄宗に迫って楊貴妃に自殺を命じさせた。
玄宗に従い蜀に同行し、ともに長安に帰り、蔡国公に封じられる。その後、玄宗の侍衛を行っていたが、李輔国によって玄宗と引き離され、上元元年（760年）に致仕した。

## 伝記資料
- 『旧唐書』巻百六 列伝第五十六「王毛仲伝」
- 『新唐書』巻百二十一 列伝第四十六「王毛仲伝」